# Rytmisk gymnastik i Finland
Rytmisk gymnastik kom till Finland från Sovjetunionen, där sporten har sitt ursprung.  Antalet gymnaster som tränar rytmisk gymnastik i Finland har ökat kraftigt de senaste åren. Tävlingssäsongen 2015-2016 var t.ex. antalet licensierade gymnaster 700, medan det tävlingssäsongen 2016-2017 var 1475. En orsak till det ökade antalet tävlande i rytmisk gymnastik i Finland är troligtvis det faktum att allt flera tävlande i estetisk truppgymnastik som barn även tävlar i rytmisk gymnastik. Av den nordiska länderna är Finland det land där rytmisk gymnastik är förhållandevis populär gymnastikgren. Som ett hinder för att grenen ska utvecklas ytterligare i Finland har framförts de dåliga träningsförhållandena (bristen på för gymnastik ämnade elastiska sportgolv, på finska kallade "kanveesi") och svårigheten att  livnära sig på sporten.

## Finländska framgångar i internationella tävlingar
Fyra finländare har tävlat i rytmisk gymnastik i OS: Hanna Laiho (1992), Katri Kalpala (1996), Heini Lautala (2000) och Ekaterina ”Katja” Volkova (2016).  Trupper från Finland har inte deltagit i OS.
I VM har en finländsk gymnast varit som bäst på 14 plats (Hanna Laiho, 1992).
Finland har under senare år börjat klara sig bättre i internationella tävlingar i rytmisk gymnastik, och i maj 2018 placerade sig t.ex. Jouki Tikkanen på fjärde plats i käglor i en World Challenge Cup-tävling. År 2018 har trupplandslaget har i många världscuptävlingar tagit sig till final, både i deltävlingarna med enhetliga redskap och i deltävlingarna med två redskap. Finland dominerade t.ex. stort i de Nordiska mästerskapen 2018, där Finland vann så gott som alla grenar.

## Finska mästerskap (FM) i rytmisk gymnastik
De första FM-tävlingarna i rytmisk gymnastik ordnades år 1971.  FM vanns då av Carla Wollsten.  År 2018 var medaljtrion: 1. Rebecca Gergalo, OVO 66,00; 2. Jouki Tikkasen, Rekolan Raikas  65,65; och 3. Inessa Rif, Suomalainen Voimisteluseura Espoo 52,55. På juniorsidan gick medaljerna till: 1. Aurora Arvelo, OVO 60,00; 2. Elisabeth Jamil, Imatran Voimistelijat 56,00; och 3. Elina Jyrkönen, OVO 55,80.

## Nationella tävlingar i rytmisk gymnastik
I Finland tävlar man i rytmisk gymnastik i s.k. klasstävlingar (luokkakilpailut), åldersklasstävlingar (ikäkausikilpailut) och i redskapstävlingar (välinekilpailut). FM-tävlingarna ordnas årligen: på våren tävlar man individuellt, på hösten i trupp.

### Klasstävlingar
I klasstävlingarna tävlar gymnasterna i nio olika klasser:
- Stara: färdigt fristående program (utan redskap)
- Klass I (man bör vara 8 år för att få tävla i denna klass): färdigt fristående program
- Klass II: färdigt fristående program + ett valfritt redskapsprogram
- Klass III: färdigt fristående program + ett valfritt redskapsprogram
- Klass IV: valfritt fristående program + två valfria redskapsprogram
- Klass V: valfritt fristående program + tre valfria redskapsprogram
- Klass VI: valfritt fristående program + tre valfria redskapsprogram
- Juniormästarklassen (juniorimestariluokka, JM)
- Damernas mästarklass (naisten mestariluokka, M)

Klasstävlingar ordnas varje halvår, och dessutom kan man tävla i klasstävlingar på de s.k. Gymnastikdagarna som ordnas i juni. Beslut om förflyttningen från en klass till en annan fattas halvårsvis (i juni och i december) av en expertpanel. Av gymnasterna flyttas uppåt:
- Från klass I till klass II: 60 %
- Från klass II till klass III: 60 %
- Från klass III till klass IV: 50 %
- Från klass IV till klass V: 40 %
- Från klass V till klass VI: 40 %
- Från klass VI till klass JM/M: 40 % (endast de som innehar rätt ålder beaktas)

Tävlingsresultaten i klasstävlingarna i klass I och II anges som kategorier:
- Kategori 1 ges till 30 % av tävlingens gymnaster (den bästa gruppen). Poängen anges när tävlingsresultatet publiceras.
- Kategori 2 ges till 30 % av tävlingens gymnaster (den näst bästa gruppen). Poängen anges inte när tävlingsresultatet publiceras.
- Kategori 3 ges till 20 % av tävlingens gymnaster (den näst sämsta gruppen). Poängen anges inte när tävlingsresultatet publiceras.
- Kategori 4 ges till 20 % av tävlingens gymnaster (den grupp som fått sämsta poäng). Poängen anges inte när tävlingsresultatet publiceras.

I klass III får 25 % av gymnasterna kategori 1, 25 % kategori 2, 25 % kategori 3 och 25 % kategori 4.

### Åldersklasstävlingar
Åldersklasstävlingar rekommenderas för gymnaster som strävar efter att i framtiden tävla på elitnivå.  Åldersklasstävlingar ordnar för: 
- 9-åringar
- 10-åringar
- 11-åringar
- 12-åringar
- 13-åringar, och
- unga.

### Redskapstävlingar
Redskapstävlingar ordnas för följande ålderskategorier: 
- 9-åringar
- 10-11år: 1-2 redskapsprogram
- 12-13-år: 1-2 redskapsprogram
- 14-15 år: 1-2 redskapsprogram
- 16 år och över: 1-2 redskapsprogram

Gymnaster som i klasstävlingarna tävlar i klasserna I-IV får delta i både klasstävlingar och redskapstävlingar. Gymnaster som uppnått klass V i klasstävlingarna måste välja om den i fortsättningen tävlar i klasstävlingar eller redskapstävlingar. Syftet med redskapstävlingarna är att erbjuda tävlingar åt gymnaster som inte eftersträvar FM-nivå eller internationella tävlingar.